# Kambodžská genocida
Kambodžská genocida je souhrnné označení pro systematické pronásledování a vyvražďování kambodžských občanů Rudými Khmery pod vedením předsedy vlády Demokratické Kampučie Pol Pota během let 1975–1979. Během těchto čtyř let zahynulo 1,5 až 2 miliony lidí, což byla v roce 1975 téměř čtvrtina obyvatel Kambodže (cca 7,8 milionu).
Pol Pot a Rudí Khmerové byli po mnoho let podporováni Komunistickou stranou Číny (KS Číny) a jejím předsedou Mao Ce-tungem; odhaduje se, že nejméně 90 % zahraniční pomoci, kterou Rudí Khmerové obdrželi, pocházelo právě z Číny, přičemž nejméně 1 miliardu dolarů obdrželi během roku 1975. Po převzetí moci v dubnu 1975 chtěli Rudí Khmerové přeměnit zemi v agrární socialistickou republiku založenou na politice ultramaoismu a ovlivněnou kulturní revolucí. Pol Pot a další představitelé Rudých Khmerů se v červnu 1975 setkali s Mao Ce-tungem v Pekingu, kde získali jeho souhlas a rady. Mimo jiné Kambodžu navštívili někteří vysocí představitelé KS Číny s cílem nabídnout pomoc. Většina obyvatel měst byla poslána do pracovních táborů na venkově, kde se rozmáhaly masové popravy, nucené práce, fyzické týrání, podvýživa a nemoci.
Vyvražďování skončilo na přelomu roku 1978 a 1979, kdy do země vtrhla vietnamská armáda a svrhla režim Rudých Khmerů. Do ledna 1979 zemřelo v důsledku politiky Rudých Khmerů 1,5 až 2 miliony lidí, z toho 200 000–300 000 čínských Kambodžanů, 90 000–500 000 kambodžských Čamů (většinou muslimů) a 20 000 vietnamských Kambodžanů. Rudí Khmerové provozovali 196 věznic, přičemž v nejznámější z nich, věznici S-21, bylo uvězněno celkem 20 000 lidí, z nichž pouze sedm dospělých přežilo. Vězni byli převezeni na vražedná pole, kde byli popraveni a pohřbeni v masových hrobech. Mimo jiné byly unášeny děti a následně indoktrinovány. Dokumentační centrum Kambodže zmapovalo k roku 2009 celkem 23 745 masových hrobů, v nichž je pohřbeno přibližně 1,3 milionů osob. Předpokládá se, že až 60 % obětí bylo popraveno a ostatní zemřeli v důsledku hladu, vyčerpání a nemocí.
V důsledku genocidy uteklo ze svých domů mnoho lidí, z nichž mnozí se usadili v Thajsku či Vietnamu. V roce 2003 byly na základě dohody mezi kambodžskou vládou a Organizací spojených národů zřízeny Mimořádné komory soudů v Kambodži, které měly soudit členy Rudých Khmerů odpovědné za genocidu. Soudní procesy začaly v roce 2009. Dne 26. července 2010 soudní senát odsoudil Kang Kek Ieua za zločiny proti lidskosti a závažné porušení Ženevských úmluv z roku 1949. Mimo jiné byli odsouzeni také Nuon Chea a Khieu Samphana, a to za zločiny proti lidskosti, závažné porušení Ženevských úmluv a genocidu Vietnamců.